# Самегава
Самегава (яп. 鮫川村 Самэгава-мура) — село в Японии, находящееся в уезде Хигасисиракава префектуры Фукусима. Площадь села составляет 131,30 км², население — 3663 человека (1 августа 2014), плотность населения — 27,90 чел./км².

## Географическое положение
Село расположено на острове Хонсю в префектуре Фукусима региона Тохоку. С ним граничат города Иваки, Китаибараки и посёлки Ханава, Танагура, Асакава, Исикава, Фурудоно.

## Население
Население села составляет 3663 человека (1 августа 2014), а плотность — 27,90 чел./км². Изменение численности населения с 1980 по 2005 годы:
| 1980 | 5537 чел. |  |
| 1985 | 5423 чел. |  |
| 1990 | 5219 чел. |  |
| 1995 | 4957 чел. |  |
| 2000 | 4602 чел. |  |
| 2005 | 4322 чел. |  |

## Символика
Цветком села считается Lilium auratum.